# José Gaspar d'Afonseca e Silva
 (décembre 2022).
Si vous disposez d'ouvrages ou d'articles de référence ou si vous connaissez des sites web de qualité traitant du thème abordé ici, merci de compléter l'article en donnant les références utiles à sa vérifiabilité et en les liant à la section « Notes et références ».
José Gaspar d'Afonseca e Silva (Araxá, 6 janvier 1901 — Rio de Janeiro, 27 août 1943) était un archevêque brésilien.
Quatorzième évêque de São Paulo, il en fut également le deuxième archevêque. Le 23 février 1935, il est nommé évêque titulaire de Barca (de)